# .ky
.ky este un domeniu de internet de nivel superior, pentru Insulele Cayman (ccTLD).